# Laurent Lanteri
Pour les articles homonymes, voir Lanteri.
Laurent Lanteri est un footballeur français né le 2 novembre 1984 à Nice, dans les Alpes-Maritimes. Pouvant évoluer au poste d'attaquant ou de milieu offensif.

## Carrière
Lanteri arrive au centre de formation de l'AS Monaco en 1998. Le 8 février 2003, à 18 ans, il rentre en jeu lors d'un match de Ligue 1 contre le Stade rennais (0-0), jouant ainsi son premier match avec l'équipe professionnelle. Le 5 mars 2003, durant le quart de finale de Coupe de la Ligue face au FC Gueugnon (victoire 5-0), quelques minutes après être entré en jeu, il marque son premier et unique but avec les Monégasques qui remporteront le trophée 2003. La saison suivante, il est barré par une forte concurrence aux postes offensifs (Adebayor, Giuly, Morientes, Nonda, Pršo...) et ne dispute que deux bouts de matches, en Ligue 1 face au RC Strasbourg (0-0), et en Coupe de la Ligue face à l'OM (défaite 2-0). Au total, il n'a joué que 62 minutes (1 but) avec l'ASM.
Après avoir été prêté un an et demi à Chateauroux, il s'exile 6 mois en Italie, à Legnano où il marque 5 buts. 
Il rejoint ensuite le Metz en juin 2006.
Au mercato 2007, il repart dans le club présidé par Marco Simone, l'AC Legnano. Il y retrouve des joueurs comme Patricio D'Amico et Pedro Kamata.

## Statistiques
Le tableau ci-dessous résume les statistiques en match officiel de Laurent Lanteri depuis ses débuts professionnels,,,
| Saison                | Club                  | Championnat           | Championnat | Championnat | Coupe nationale | Coupe nationale | Coupe de la Ligue | Coupe de la Ligue | Compétition(s) continentale(s) | Compétition(s) continentale(s) | Compétition(s) continentale(s) | Total | Total |
| Saison                | Club                  | Division              | M.          | B.          | M.              | B.              | M.                | B.                | Comp.                          | M.                             | B.                             | M.    | B.    |
| 2002-2003             | AS Monaco             | Ligue 1               | 1           | 0           | -               | -               | 1                 | 1                 | -                              | -                              | -                              | 2     | 1     |
| 2003-2004             | AS Monaco             | Ligue 1               | 1           | 0           | -               | -               | 1                 | 0                 | -                              | -                              | -                              | 2     | 0     |
| 2004-2005             | Châteauroux           | Ligue 2               | 23          | 7           | 1               | 0               | 1                 | 0                 | C3                             | 1                              | 0                              | 26    | 7     |
| 2005-2006             | Châteauroux           | Ligue 2               | 15          | 0           | -               | -               | 2                 | 0                 | -                              | -                              | -                              | 17    | 0     |
| 2005-2006             | AC Legnano            | Serie C2              | 14          | 5           | -               | -               | -                 | -                 | -                              | -                              | -                              | 14    | 5     |
| 2006-2007             | FC Metz               | Ligue 2               | 6           | 0           | 3               | 2               | -                 | -                 | -                              | -                              | -                              | 9     | 2     |
| 2007-2008             | AC Legnano            | Serie C1              | 24          | 9           | -               | -               | -                 | -                 | -                              | -                              | -                              | 24    | 9     |
| 2008-2009             | AC Legnano            | LP 1° Divisione       | 17          | 5           | 1               | 0               | -                 | -                 | -                              | -                              | -                              | 18    | 5     |
| 2008-2009             | Novara                | LP 1° Divisione       | 9           | 1           | -               | -               | -                 | -                 | -                              | -                              | -                              | 9     | 1     |
| 2009-2010             | Novara                | LP 1° Divisione       | -           | -           | 3               | 0               | -                 | -                 | -                              | -                              | -                              | 3     | 0     |
| 2009-2010             | Cisco Roma            | LP 2° Divisione       | 14          | 7           | -               | -               | -                 | -                 | -                              | -                              | -                              | 14    | 7     |
| 2010-2011             | AS Casale             | LP 2° Divisione       | 14          | 0           | -               | -               | -                 | -                 | -                              | -                              | -                              | 14    | 0     |
| 2010-2011             | Novara                | Serie B               | 4           | 0           | -               | -               | -                 | -                 | -                              | -                              | -                              | 4     | 0     |
| 2011-2012             | US Foggia             | LP 1° Divisione       | 18          | 3           | 2               | 0               | -                 | -                 | -                              | -                              | -                              | 20    | 3     |
| 2012-2013             | AS Andria BAT         | LP 1° Divisione       | 12          | 1           | -               | -               | -                 | -                 | -                              | -                              | -                              | 12    | 1     |
| Total sur la carrière | Total sur la carrière | Total sur la carrière | 172         | 38          | 10              | 2               | 5                 | 1                 | -                              | 1                              | 0                              | 188   | 41    |